# Kami-Robo
Kami-Robo（カミロボ）は、造型師の安居智博による、紙と針金による人形の作品群および、それを用いた一人遊び。

## 概要
京都在住の造形師、安居智博が幼少期より続ける自身のライフワークであったカミロボ遊び。カミロボは厚紙と針金で作られた全長15cmほどの紙人形。2005年の展覧会での発表を皮切りに「Kami-Robo」として国内外で発表・活動を続ける。両手にカミロボを持って戦わせるカミロボプロレスは1982年小学5年生から続けている。カミロボプロレスをCCDカメラを用いて撮影するライブイベント「カミロボファイト」は映像作品として発表しており、まるで本物のプロレスラーのようなリアルな攻防を繰り出す。カミロボの活動が国内外で評価され、2006年にニューズウィーク「世界が尊敬する日本人」に作者の安居智博が選出される。第11回・第12回文化庁メディア芸術祭審査委員会推薦作品。小学生の時に開発したという関節部の針金の絞め方は、ファンの間で「安居締め」と呼ばれている。プロデュースはクリエイティブ・ディレクターの青木克憲。版権管理はバタフライ・ストローク・株式會社。

## 活動

### 展覧会・イベント
- 夢京橋あかり館 企画展「淡海の妖怪」（2022年・滋賀 夢京橋あかり館）
- 100均グッズ改造ヒーロー大集合出版記念ミニ展覧会（2022年・大阪 カワチ画材心斎橋店内　画人画廊）
- 安居智博作品展　紙のロボット「カミロボ」と日用品で作る人形たち（2021年・滋賀 愛荘町立愛知川びんてまりの館）
- 安居智博作品展「妄想リバーシブル大阪」（2021年・大阪 カワチ画材心斎橋店内　画人画廊）
- 安居智博作品展「妄想リバーシブル」（2020年・京都 GALLERY DAIMON）
- カミロボ×アトレ秋葉原（2019年・秋葉原アトレ1）
- 安居智博作品展「プラズマ・マドロネック」（2018年・京都 GALLERY DAIMON）
- 「MAX MASK MAN」安居智博 マスク展（2016年・東京 @btf）
- カミロボプロレス30周年展（2014年・@btf）
- カミロボ本発売記念展（2011年・@btf）
- Kami-Robo in Mexico CMLL（2011年・メキシコアレナ・コリセオ）
- Kami-Robo Exposición（2010年・メキシコ国立自治大学付属チョッポ美術館）
- カミロボ in 河合塾（2010年・河合塾美術研究所アートスペース NAF）
- 「あつまれ★手作りヒーロー!!カミロボ」展（2010年・大阪府立大型児童館ビッグバン）
- 文化庁メディア芸術祭・シンガポール展 2008
- 安居智博のカミロボ展（2008年・京都トランスポップギャラリー）
- カミロボ in 京都国際マンガミュージアム（2008年・京都国際マンガミュージアム）
- DVD発売記念展（2007年・六本木ヒルズ・アートアンドデザインストア）
- カミロボファイト in コミコン（2007年・サンディエゴコミコン）
- カミロボエキスポ in こむこむ（2007年・福島県こむこむ）
- カミロボファイト・魔王VSブルーキラー（2006年・表参道ヒルズ）
- Kami-Robo 六本木ヒルズアードアンドデザインストア展（2006年・六本木ヒルズ・アートアンドデザインストア）
- Kami-Robo Expo '06（2006年・イギリスICA）
- カミロボエンタテインメントショー（2005年・後楽園ホール）
- 混沌から躍り出る星たち2005（2005年・スパイラルホール）
- Kami-Robo Expo 2005（2005年・パルコ渋谷・広島・名古屋）

### ワークショップ
- 2019年・長野県佐久市立近代美術館、アトレ秋葉原1
- 2017年・長野県佐久市立近代美術館
- 2015年・長野県佐久市立近代美術館
- 2013年・長野県佐久市立近代美術館
- 2012年・有明そらスタジオ
- 2011年・長野県佐久市立近代美術館、佐久市子ども未来館、愛知県こども知財フォーラム、＠btf
- 2010年・大阪府立大型児童館ビッグバン
- 2008年・トランスポップギャラリー
- 2008年・京都国際マンガミュージアム
- 2008年・イオンモール福岡
- 2007年・福島県こむこむ
- 2007年・nifty
- 2006年・表参道ヒルズ

### 企画作品
- JRA×カミロボコラボ「カミウマ」 （2021年）
- ブルボンカミロボ （2018年）
- カミロボこいのぼり（2016年・東京ミッドタウン ミッドパークギャラリー ～こいのぼりコレクション～）
- Hokusai Kami-Robo（2014年・TOKYO DESIGNERS WEEK 北斎漫画インスパイア展）
- 瓦×カミロボ（2009年・2010年・2012年・2013年・2014年・2015年・2016年・JAGDA Kawara Exhibition）
- コブラ (漫画)×カミロボ（2012年・日本繁昌　大展覧会）
- 結城紬×カミロボ（2012年・ふれる、感じる 伝統工芸品展）
- 紙獣（Kami-Ju）・ゴモラ（2009年・クアント）
- ヤッターマン・劇場用プログラム ペーパークラフト（2009年）
- アイアンマン×かんたんカミロボ（2008年）
- ガチ☆ボーイ×かんたんカミロボ（2008年）
- ROBO☆ROCK×かんたんカミロボ（2007年）

### 書籍
- 100均グッズ改造ヒーロー大集合（2022年・平凡社）
- かんたん楽しいペーパークラフト 動かして遊べるカミロボ（2011年・ソシム）
- カミロボオフィシャルハンドブック（2005年・ネコ・パブリッシング）

### DVD
- カミロボファイト 魔王VSブルーキラー（2007年・ポニーキャニオン）
- カミロボプロレス（2006年・日本コロムビア）
- Kami-Robo（2005年・avex）

### テレビ出演
- 激レアさんを連れてきた。（2023年12月4日・テレビ朝日）
- COOL JAPAN〜発掘!かっこいいニッポン〜（2022年・NHK BS1）
- 世界まる見え!テレビ特捜部（2021年・日本テレビ）
- ノンストップ!（2021年・フジテレビ）
- 1Hセンス（2020年・フジテレビ）
- 関ジャニ∞のジャニ勉（2019年・関西テレビ）
- TOKYOディープ!（2017年・NHK BSプレミアム）
- ウラマヨ!（2017年・関西テレビ）
- 雨上がりの「Aさんの話」〜事情通に聞きました!〜（2017年・ABCテレビ）
- 有吉くんの正直さんぽ（2016年・フジテレビ）
- モヤモヤさまぁ〜ず2（2016年・テレビ東京）
- ぶらり途中下車の旅（2015年・日本テレビ）
- ベビスマ（2011年・フジテレビ）
- Japanorama（2007年・イギリスBBC）
- 21世紀エジソン（2007年・TBS）
- カミロボファイトTV（2006年・テレ朝チャンネル）
- ワナゴナ（2006年・TBS）
- 空飛ぶ!爆チュー問題（2006年・フジテレビ）
- たけしの誰でもピカソ（2006年・テレビ東京）
- ニュースJAPAN（2005年・フジテレビ）

### 掲載
- 時事フォト（2009年・愛晃教育新聞）
- 教科書「高校美術2」（2008年・日本文教出版）
- ニューズウィーク「世界が尊敬する日本人100」（2006年）
- 読切マンガ「カミロボ誕生物語」（2005年・あおやぎ孝夫・小学館 週刊少年サンデー）
- ほぼ日刊イトイ新聞（2004年〜2008年）
- クアント（2003年〜2009年・ネコ・パブリッシング）

### グッズ
- ペーパーフィギュア（2009年・バタフライ・ストローク・株式會社）
- フィギュア・ハイブリッドモデル（2005年・バンダイ）
- フィギュア・クイックイットモデル（2005年・バンダイ）
- コレクションフィギュア（2005年・バンダイ）
- ラバープレート（2005年・バンダイ）
- ピンバッジ（2005年・バンダイ）
- カミロボ缶・Tシャツ・フィギュア付（2005年・バンダイ）